# Ecandrewsita
La ecandrewsita es un mineral del grupo de los óxidos, descubierto casi simultáneamente de forma independiente por dos equipos de investigación distintos, que publicaron los resultados en forma conjunta, uno en ejemplares procedentes de la  mina de Little Broken Hill, Nueva Gales del Sur, Australia, y otro de la mina San Valentin, en la Sierra Minera de Cartagena-La Unión (Murcia), España. En la descripción los autores solamente consideraron como localidad tipo a la primera de ellas. El nombre es un homenaje a Ernest Clayton Andrews (1870-1948), geólogo del gobierno de Nueva Gales del Sur que cartografío la región de Broken Hill.

## Propiedades físicas y químicas
La ecandrewsita es un óxido, el análogo de zinc de la ilmenita, formando un grupo además con la geikielita y la pirofanita. Además de los elementos presentes en la fórmula, puede contener cantidades menores pero significativas de hierro y de manganeso substituyendo al zinc. Se encuentra como microcristales tabulares de tamaño inferior al milímetro, y sus propiedades físicas son muy semejantes a las de la ilmenita, con la que probablemente forme una serie.

## Yacimientos
La ecandrewsita es un mineral muy raro, habiéndose encontrado en pocas localidades y además en cantidades muy pequeñas. La localidad tipo es la mina Melbourne Rockwell, en  Little Broken Hill, condado de Yancowinna, Nueva Gales del Sur, Australia, en la que aparece asociada a gahnita y granate de la serie almandino-spessartina. También se encontró en la mina San Valentín, una gran explotación a cielo abierto situada sobre parte de los municipios de La Unión y de Cartagena (Murcia), España, en este caso intercrecida con ilmenita zincífera en una paragénesis de goethita-siderita. En ambos casos se observó mediante microscopía de luz reflejada. Se ha encontrado también, como ejemplares con microcristales individualizados, en la cantera de Folgosinho, en Guarda (Portugal).